# Philips-Duphar
Philips-Duphar was een bedrijf dat farmaceutische producten vervaardigde met diverse vestigingen in Nederland en daarbuiten. Toen Philips zich terugtrok op haar kernactiviteiten werd het bedrijf in 1980 verkocht aan Solvay en ging Solvay-Duphar heten.

## Geschiedenis

### Philips-Van Houten

#### Vitamine D2
De oprichting van Philips-Duphar is terug te voeren op een uitvinding van dr. A. van Wijk en dr. E.H. Reerink, die onderzoek deden naar de hoogtezon. Zij onderzochten het mechanisme waardoor bestraling met ultraviolet licht de ziekte rachitis kon genezen. In 1927 waren zij in staat om een zuiver vitamine D preparaat te vervaardigen door bestraling van de provitamine ergosterol. Het betrof hier vitamine D2. Samenwerking met de chocoladefabriek van Van Houten te Weesp leidde tot een concept waarbij de vitamine aan chocoladepastilles werd toegevoegd. Dit verving het, minder smakelijke, levertraan. In 1930 startte hiertoe, in een voormalig magazijn van Van Houten, een fabriek in Weesp onder de naam: Philips-Van Houten. De pastilles werden onder de merknaam Dohyfral verkocht. In 1936 trok Van Houten zich terug en kwam Philips-Van Houten geheel in handen van Philips.

#### Vitamine D3
Levertraan werd overigens ook aan veevoeder toegevoegd, wat de smaak van het vlees niet ten goede kwam. Het bleek dat pluimvee een andere vitamine nodig had, namelijk D3, dat door bestraling van 7-dehydrocholesterol kon worden verkregen. Dit bleek winbaar uit mosselen, waartoe een loods te Arnemuiden werd aangekocht om deze te pellen, waarna ze in Eindhoven werden geëxtraheerd. Na 1969 zou de cholesterol in Veenendaal worden geproduceerd.

#### Vitamine A
Tijdens de Tweede Wereldoorlog deed Reerink onderzoek naar de fabricage van vitamine A, dat uit carotine kon worden vervaardigd. Als carotinebron werden, vanwege grondstoffenschaarste, koeienvlaaien gebruikt.

### Philips-Roxane
In 1942 nam Philips de N.V. Roxane te Olst over, een fabriek voor geneesmiddelen.
De productie van veevoederingrediënten leidde tot samenwerking met veevoederfabrikanten, waaronder 'Trouw' te Amsterdam, die ook een kleine insecticidefabriek had aan de Uilenburgerstraat, die het bedrijf wilde afstoten. Deze werd in 1947 overgenomen en samen met Philips-van Houten samengebracht in een firma, die voluit N.V. Philips-Roxane, Pharmaceutisch-Chemische Industrie 'Duphar' ging heten, een onwerkbare naam. De insecticidefabriek verhuisde naar het Hemdijk-industrieterrein te Amsterdam.
Philips-Roxane startte in november 1949 met de productie van medische isotopen. Hiervoor gebruikte men de cyclotron van het Instituut voor Kernfysisch Onderzoek.
In 1950 kocht men het landgoed Boekesteyn te 's-Graveland aan om daar een agro-biologisch laboratorium te vestigen. In hetzelfde jaar werd Philips-Roxane een zelfstandige hoofdindustriegroep binnen Philips.

### Philips-Duphar

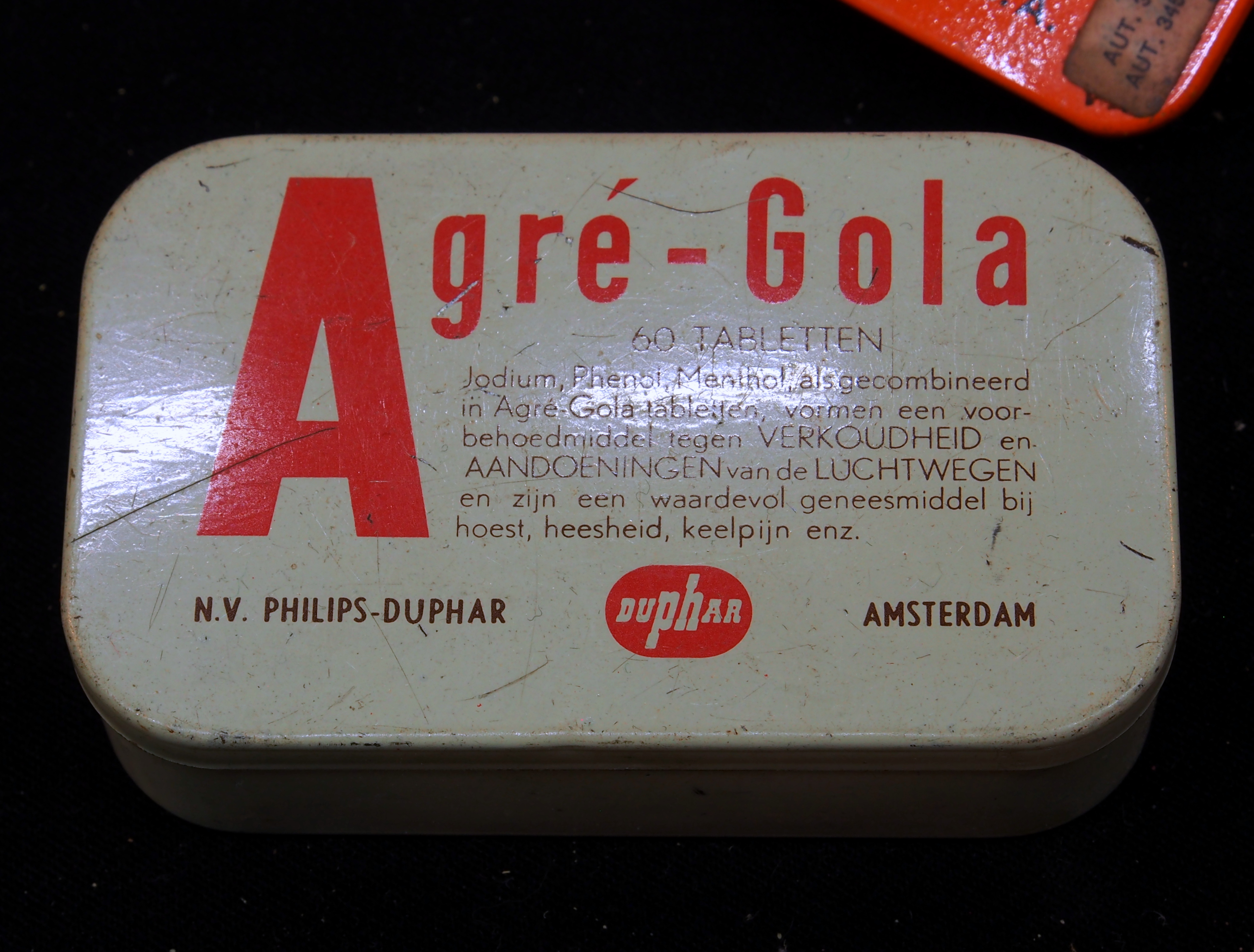
Agré - Gola van NV Philips-Duphar

In 1959 werd de naam van de hoofdindustriegroep veranderd in Philips-Duphar N.V. (Duphar is de afkorting van Dutch Pharmaceuticals). Als zodanig groeide het door en werden er ook nieuwe geneesmiddelen aan het assortiment toegevoegd, waaronder veterinaire vaccins, die soms met behulp van enorme hoeveelheden eieren werden vervaardigd.
De bestrijdingsmiddelenfabriek, in 1955 verhuisd naar de Ankerweg, maakte in 1963 een tragische ramp mee, waarbij een oververhitte autoclaaf ontplofte (toegeschreven aan een menselijke fout) en geheimzinnige stoffen vrijkwamen, die later dioxinen bleken te zijn. 50 medewerkers werden ziek en vier schoonmakers overleden uiteindelijk aan de gevolgen van de blootstelling. Veel dioxine kwam in het Noordzeekanaal terecht.
Uit onderzoek bleek dat het cholesterol ook uit wolvet kon worden gewonnen. In Veenendaal stond de fabriek van Scheepjeswol, waar wol werd gewassen en het wolvet een bijproduct was. Hier werd een fabriek gebouwd die wolvet tot cholesterol verwerkte. Deze werd in 1969 door Philips-Duphar overgenomen, nadat de wolverwerkende industrie uit Veenendaal begon te verdwijnen. Het wolvet werd sindsdien geïmporteerd van over de gehele wereld.
15 april 1964 begon, op het terrein van het Reactor Centrum Nederland in Petten, de bouw van een laboratorium voor de productie van isotopen voor de medische diagnostiek.
In de jaren 60 was Philips-Duphar een van de bedrijven die vele duizenden vaten met chemisch afval in de Volgermeerpolder stortten, wat door de gemeente Amsterdam oogluikend werd toegestaan.
In 1963 vond een ontploffing plaats bij de fabriek in Amsterdam. Bij de ontploffing kwam het uiterst giftige dioxine vrij, dat werd gebruikt bij de productie van het ontbladeringsmiddel Agent Orange, een herbicide dat door het leger van de Verenigde Staten in de Vietnamoorlog als ontbladeringsmiddel werd ingezet.De fabriek werd na de ontploffing gesloopt waarbij veel sloopafval in zee is gedumpt. Zo'n 106 mensen bij het bedrijf raakten besmet en acht medewerkers zijn binnen een periode van 10 jaar overleden aldus een rapport naar het ongeval uitgekomen in 1981.

### Na verkoop door Philips
Aangezien Philips zich geleidelijk aan op haar kerntaken ging toeleggen, werden de activiteiten van Philips-Duphar steeds meer een vreemde eend in de bijt. Daarom zocht Philips naar een koper voor haar farmaceutische tak. In 1978 werd het bedrijfsonderdeel dat medische isotopen produceerde verkocht aan Mallinckrodt Pharmaceuticals en Byk-Gulden Lomberg Chemische Fabrik. De ruim 90 personeelsleden zijn overgegaan naar een nieuwe onderneming waarin de nieuwe eigenaars ieder de helft van de aandelen hielden.
Het Belgische bedrijf Solvay, dat behalve in bulkchemie ook in de farmaceutica actief wilde worden, nam Philips-Duphar in juli 1980 over. Bij Duphar werkten toen zo'n 2500 mensen, waarvan 2000 in Nederland en behaalde een jaaromzet van ƒ 400 miljoen. Solvay was veel groter en telde 46.000 werknemers, waarvan 1850 in Nederlandse vestigingen, en behaalde een omzet van ƒ 7,5 miljard in 1979. Philips-Duphar ging verder onder de naam Solvay-Duphar. 
In 1991 werkten bij Solvay-Duphar in totaal 3400 mensen, waarvan 2500 in Nederland en was de omzet ƒ 950 miljoen.
In 1992 nam het Japanse handelshuis Mitsui het bedrijfsonderdeel bestrijdingsmiddelen over. Er werkten zo'n 12 mensen en de omzet was ongeveer ƒ 20 miljoen op jaarbasis. 
In 1994 werd de Amsterdamse fabriek van bestrijdingsmiddelen verkocht aan het Amerikaanse bedrijf Uniroyal Chemical. De 170 medewerkers gingen over naar de nieuwe eigenaar. Solvay-Duphar zag de productie van herbi- en pesticiden werd niet langer als kernactiviteit.
Uiteindelijk is de naam Duphar verdwenen en werden de bedrijven te Amsterdam, Weesp, Veenendaal en Olst ondergebracht bij Solvay Pharmaceuticals, de geneesmiddelendivisie van Solvay.
In april 2009 gaf het management van Solvay aan de medicijntak, goed voor bijna 30% van de omzet en ruim 9000 werknemers, te willen afstoten. Op 15 februari 2010 volgde de verkoop voor 4,5 miljard euro aan het Amerikaanse Abbott Laboratories.
De vestigingen aan de Ankerweg in Amsterdam zijn gesloten. Het chemiebedrijf Lanxess, waar de fabriek voor bestrijdingsmiddelen na diverse overnames terecht kwam, kondigde in 2017 aan zijn fabriek in de Amsterdamse haven te sluiten. De kristallijnfabriek, eigendom van Solvay Pharmaceuticals en ook gevestigd aan de Ankerweg, werd al eerder gesloten. De inventaris werd in 2001 geveild waarna de fabriek is gesloopt.